# Luna (Étrurie)
Pour les articles homonymes, voir Luna.
Luna  est le nom d'une ancienne ville de Ligurie, au sud-est de la moderne Sarzana, sur le lieu aujourd'hui de Luni antica (« le Luna antique »). 
Ville frontière sur la rive gauche du fleuve Macra (Magra), elle était un poste frontière entre l'Étrurie et la Ligurie.
Avant l'arrivée des Romains dans cette région, le territoire était sous la domination des Ligures  jusqu'à Pise.

## Histoire
Habité depuis la fin de la période paléolithique,  précédemment investie par les Étrusques vers le milieu du 1er âge du fer,, le site  est occupé par une colonie romaine créée au début du IIe siècle av. J.-C. (177 av. J.-C.) sous le nom de Luna pour le culte de la déesse sélène Luna.
De l'ancienne cité romaine, connue surtout par son port d’où partaient les navires chargés de marbre blanc des Alpes Apuanes (Ier siècle av. J.-C.), il ne reste plus que des ruines,. En effet, l'enterrement progressif du port et le paludisme ont provoqué l'exode de la population à Sarzana (1058) et Ortonovo.
Une inscription dans le musée archéologique de Museo nazionale e area archeologica Luni (it) datant de 155 av. J.-C., figure  sur la base d'une colonne triomphale érigée lors du second consulat de Marcus Claudius Marcellus afin de commémorer la répression de la dernière rébellion des Ligures. 
En 109 av. J.-C. Luna était reliée à Rome par la Via Aemilia Scaura remplacée au IIe siècle av. J.-C. par la Via Aurelia.
Pline l'Ancien considérait les « grandes roues de fromage de Luna » comme le meilleur de l'Étrurie. 
Les points d'intérêt du site sont les restes de l'amphithéâtre romain du Ier siècle av. J.-C. (44.062642°N 10.022385°E) et les vestiges conservés dans le musée archéologique : grands fragments de la décoration architecturale en terre cuite et sculptures frontales néo-attiques (IIe siècle av. J.-C.). 
L’amphithéâtre romain remonte à l’époque des Antonins.
En 859, le chef viking Hasting assiège la ville. Comprenant qu'un siège long s'installait et que l'hiver arrivait, il mit au point une ruse équivalente à celle du Cheval de Troie. Enfermé dans un cercueil, les assiégés acceptèrent de faire entrer sa dépouille dans l'enceinte de la ville avec une partie de ses hommes désarmés. Une fois arrivé dans la cathédrale, Hasting sortit de son cercueil et distribua les armes dissimulées avec lui. La quasi-totalité de la population (dont l’évêque Ceccard de Luni) est massacrée.
Le hameau de Luni succède à la cité.

## Vestiges
Un Museo nazionale e area archeologica Luni (it) (musée archéologique de Luni) contenant les pièces retrouvées lors des fouilles a été construit en 1964. Des fragments des sculptures de bronze et de marbre, des plaques funéraires, les autels des sacrifices, les restes d'objets décoratifs et des objets en terre cuite y sont conservées.  
Le point d'intérêt principal du site de Luna est constitué par les restes d'un temple et de l'amphithéâtre elliptique romain (Ier siècle av. J.-C.), qui remonte à l’âge des Antonins.

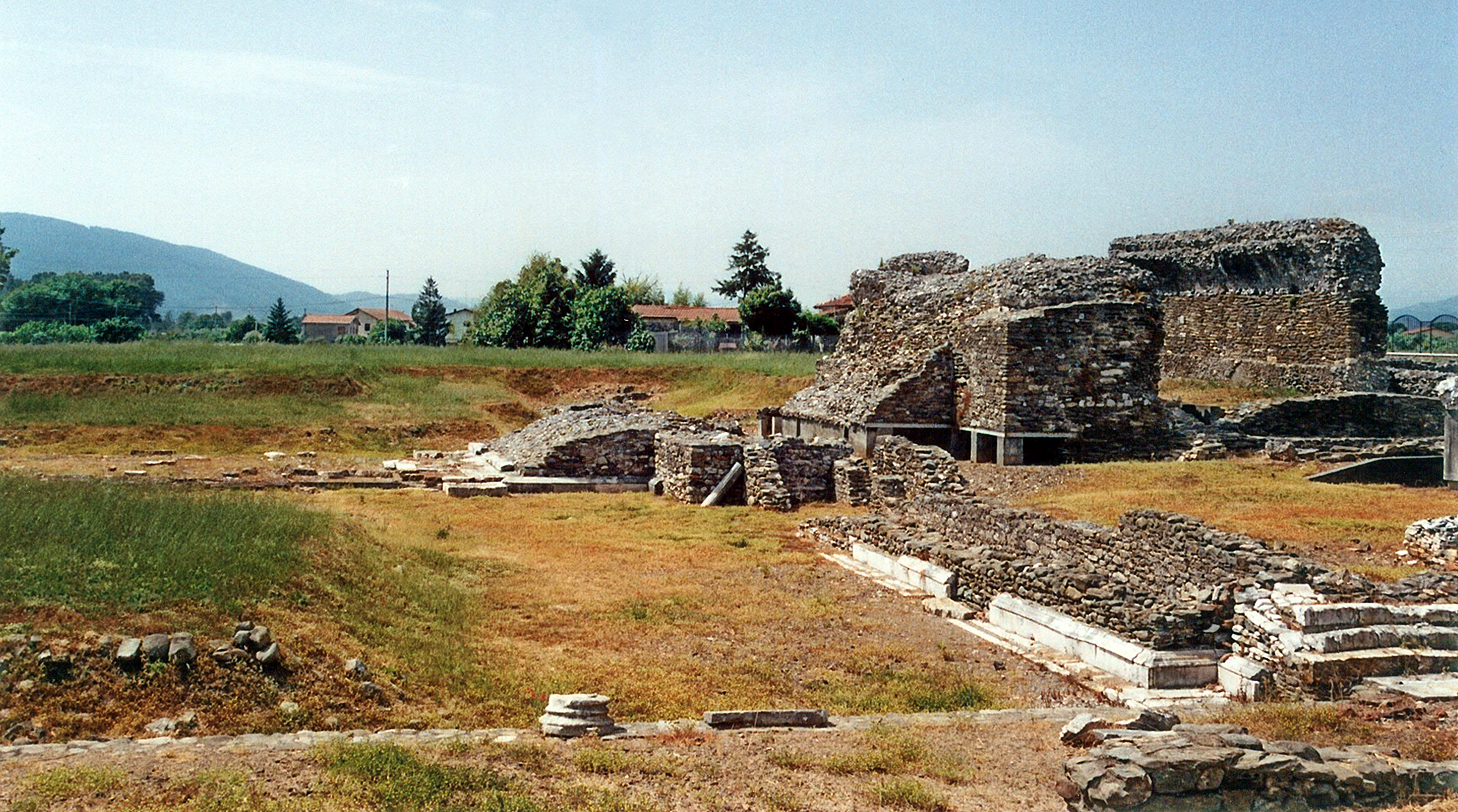
Temple.
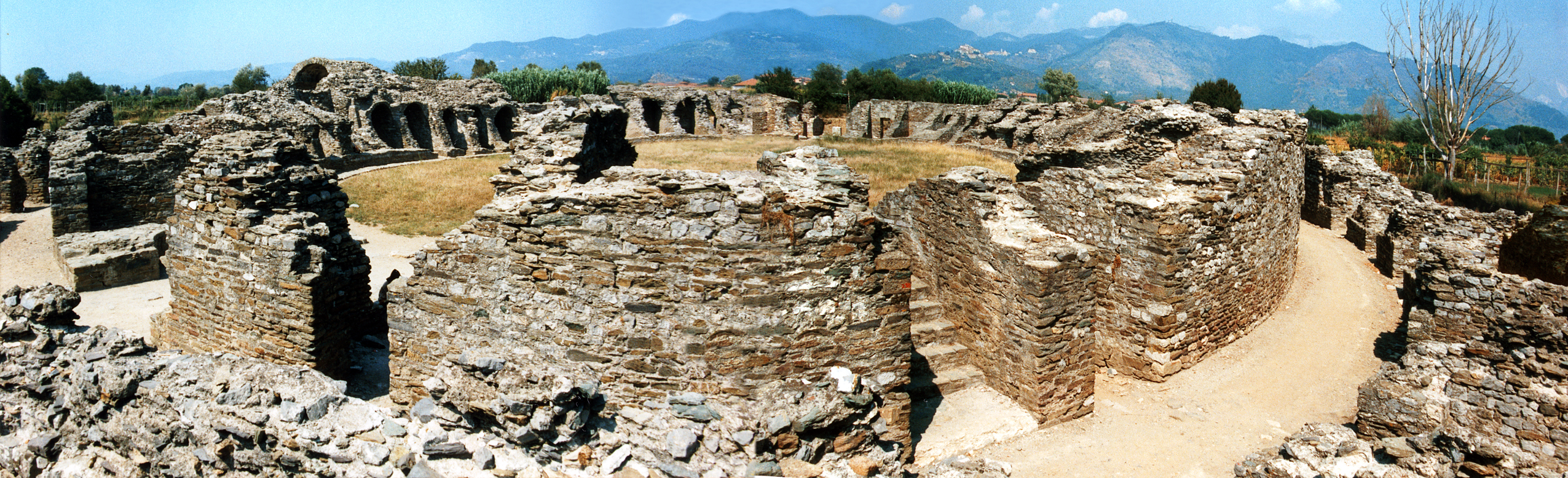
Amphithéâtre romain.